# Erschütternde Wahrheit
Erschütternde Wahrheit (Originaltitel: Concussion) ist ein Filmdrama von Peter Landesman, das am 10. November 2015 beim AFI-Filmfest seine Premiere feierte. Der Film kam am 25. Dezember 2015 in die US-Kinos und am 18. Februar 2016 in die deutschen Kinos und handelt von den Gesundheitsrisiken im American Football.

## Handlung
Der aus Nigeria stammende forensische Pathologe und Neurowissenschaftler Dr. Bennet Omalu arbeitet mit einem US-Visum ausgestattet in Pennsylvania und erkennt nach postmortalen Untersuchungen der Gehirne von zwei ehemaligen American-Football-Spielern der National Football League (NFL), die während ihrer Sportkarrieren mehrere Male Gehirnerschütterungen erlitten und später durch Suizid starben, dass die wiederholten traumatischen Schädigungen des Gehirns furchtbare Folgen gehabt haben, die eine Persönlichkeitsänderung der Spieler bewirkten. Die NFL bestreitet dies vehement. Um seine Theorie zu untermauern, zieht Omalu eine Reihe weiterer Ärzte zurate. Omalus Nachforschungen führen zu einer gefährlichen Auseinandersetzung mit der NFL, einer der mächtigsten Institutionen der Welt. Es geht im Football um viel Geld, und man versucht Omalu als unfähigen Scharlatan dastehen zu lassen. Unterstützung erfährt Omalu vom ehemaligen Team-Arzt Dr. Julian Bailes, der ebenso interessiert ist, die Wahrheit an die Öffentlichkeit zu bringen.

## Hintergrund
Die Geschichte des Films beruht auf wahren Begebenheiten. Der nigerianische Neuropathologe Bennet Omalu hatte tatsächlich auf Probleme nach Schädel-Hirn-Traumata im American Football aufmerksam gemacht. Omalu untersuchte damals an der Universität Pittsburgh unter anderem die Fälle der früheren NFL-Spieler Mike Webster und Justin Strzelczyk, der 2004 im Alter von 36 Jahren bei einem Autounfall starb. Bei der anatomischen und histologischen Untersuchung ihrer Gehirne stellte Omalu neurale Degenerationen wie bei dementen Boxern oder bei 80-jährigen Alzheimer-Patienten fest. Zudem fand er charakteristische Ansammlungen von Tau-Proteinen, die sich eindeutig vom histopathologischen Bild bei Alzheimer- oder Parkinson-Kranken unterscheiden. Die medizinische Bezeichnung für die traumatische Erkrankung ist chronisch-traumatische Enzephalopathie (CTE, früher Dementia pugilistica).

## Filmmusik
Der Soundtrack zum Film stammt von James Newton Howard, umfasst zwanzig Lieder und hat eine Länge von 1:05:17 Stunde.
Titelliste des Soundtracks
1. Concussion
2. Dr. Bennet Testifies
3. Strzelczyk Visits Webster
4. Webster’s Autopsy
5. Jacked Up
6. The Head as a Weapon
7. Bennet and Prema
8. Strzelczyk Loses It
9. Published – Marry Me
10. We Used to Be Warriors
11. Tell the Truth
12. I Am Offended
13. Shakespeare
14. News Conference
15. Hello Little One
16. Prema Followed
17. Be At Peace
18. Bennet’s Decision
19. Concussion End Titles
20. In the Darkness – Lisbeth Scott

Weitere Lieder, die nicht im Soundtrack enthalten, aber im Film zu hören sind:
1. Happy Birthday To You – Mildred J. Hill and Patty Smith Hill
2. Psalm 50 – Owen Alstott
3. So Long – Leon Bridges
4. Love T.K.O. – Teddy Pendergrass
5. How Great Is Our God – Chris Tomlin, Jesse Reeves and Ed Cash
6. Wheel Of Fortune Opening Theme, Toss Up and Toss Up Win – Steve Kaplan
7. Close The Door – Teddy Pendergrass
8. Move Ya Body – Nina Sky featuring Jabba

## Rezeption

### Kritiken
Patrick Heidmann von epd Film glaubt, dass Will Smith seit Ali womöglich nicht mehr so gut war, wie in Erschütternde Wahrheit, allerdings sei der Film letztlich leider etwas zu brav, anständig und solide, als dass er wirklich bezwingend die Wut oder Empörung auslösen könnte, die diese wahre Geschichte verdient hätte. Ein Film-Blogger von filmosophie.com würdigt die Leistung des Regisseurs mit der Betrachtung des Filmschlusses: Peter Landesman punktet am Ende auf einer anderen Ebene. In der Regel tendieren Filme, die einen amerikanischen Mythos behandeln oder solche uramerikanischen Themen wie Baseball oder eben Football thematisieren, immer dazu, nicht ohne die gewisse Portion Pathos auszukommen. Doch Erschütternde Wahrheit zeigt sich von dieser Tendenz überraschend unbeeindruckt und kommt auf erfrischende Art und Weise ohne Pathos und American-Way-of-Life-Belehrungen aus.

### Auszeichnungen (Auswahl)
Palm Springs International Film Festival 2016
- Auszeichnung von Will Smith mit dem Creative Impact in Acting Award
- Auszeichnung von Peter Landesman als Directors to Watch

Hollywood Film Awards 2015
- Auszeichnung von Will Smith als Actor of the Year

Golden Globe Awards 2016
- Nominierung von Will Smith in der Kategorie Bester Hauptdarsteller – Drama

Image Awards 2015
- Nominierung als Bester Film
- Nominierung für Will Smith als Bester Hauptdarsteller
- Nominierung für Gugu Mbatha-Raw als Beste Nebendarstellerin[6]

Satellite Awards 2015
- Nominierung von Will Smith als Bester Hauptdarsteller

MTV Movie Awards 2016
- Nominierung von Will Smith als Bester Schauspieler
- Nominierung als Bester Film, der auf einer wahren Geschichte basiert[7]

African-American Film Critics Association 2015
- Will Smith als Bester Schauspieler

All Def Movie Awards 2016
- Nominierung als Bester Film

Black Reel Awards 2016
- Nominierung von Will Smith als Bester Schauspieler
- Bester Film
- Nominierung von Gugu Mbatha-Raw als Beste Nebendarstellerin
- Bestes Ensemble, Lindsay Graham und Mary Vernieu (Casting Director)

Denver Film Critics Society 2015
- Nominierung von Will Smith als Bester Schauspieler

Georgia Film Critics Association 2016
- Nominierung von Leon Bridges als Bestes Lied für So Long